# Saint-Esteben
 Saint-Esteben  (en vasco Donoztiri) es una población y comuna francesa, en la región de Aquitania, departamento de Pirineos Atlánticos, en el distrito de Bayona y cantón de País de Bidache, Amikuze y Ostibarre.

## Heráldica
En campo de oro, un árbol de sinople, sumado de una urraca de su color natural.

## Demografía
| Gráfica de evolución demográfica de Saint-Esteben entre 1800 y 2012 |
|                                                                     |

Fuentes: Ldh/EHESS/Cassini e INSEE.